# Silvio Nido
Silvio Nido (* 1905 in Gossau SG; † 25. August 1974 in Zürich) war ein Schweizer Sportler, der als Hammerwerfer erfolgreich war.

## Leben
Nido war Mitglied des LC Zürich. Er war Schweizer Meister im Hammerwerfen in den Jahren 1936, 1938, 1939 und 1943. Bei den Leichtathletik-Europameisterschaften 1938 in Paris wurde er Sechster. Am 4. Mai 1939 stellte er in Zürich mit 50,265 m einen Schweizer Rekord auf, der zwölf Jahre Bestand hatte.
Nido, der auch in den Sportarten Schwimmen, Wasserball und Eishockey aktiv war und beim FC Zürich als Jugendtrainer fungierte, war ein engagierter Sportförderer. Nachdem sich für das Sportfinale der Schweizer Leichtathletik-Meisterschaften 1950 kein Zürcher hatte qualifizieren können, initiierte er beim LC Zürich eine Kommission, die 1951 den bis heute ausgetragenen Schüler-Sprintwettbewerb «De schnällscht Zürihegel» (Zürihegellauf) erstmals veranstaltete.
Für seine Verdienste wurde er 1971 im Rahmen der «Swiss Sports Awards» als «Sportförderer des Jahres» ausgezeichnet und 1972 vom Verband Schweizer Sportjournalisten (VSSJ) als «Sportpionier» geehrt. Zudem war er Ehrenmitglied im Schweizerischen Leichtathletik-Verband (SLV).
Silvio Nido starb infolge eines Herzinfarktes auf dem Weg zur Arbeit. Er betrieb zuletzt einen Kiosk am Central in der Nähe des Zürcher Bahnhofs.